# Хомяк Олександр Вікторович
Олекса́ндр Ві́кторович Хомя́к — український військовослужбовець, старший солдат Національної гвардії України, учасник російсько-української війни, що відзначився і загинув у ході російського вторгнення в Україну. Герой України (2025, посмертно).

## Життєпис
Під час російського вторгнення в Україну служив у складі батальйону «Свобода» 4-ї бригади оперативного призначення Національної гвардії України.
З 10 липня по 16 вересня 2024 року група воїнів батальйону «Свобода» під керівництвом Владислава Стоцького та 5 військовослужбовців із батальйону К-2 54-ї окремої механізованої бригади ЗСУ стримували російський наступ на м. Сіверськ Донецької області. Протягом 67 діб бійці вели бій в оточенні росіян, обороняючи опорний пункт «Пінчер» біля с. Спірного. 
16 вересня російський штурмовий загін атакував опорний пункт на двох танках, двох МТЛБ та БМП, з яких десантувався цілий штурмовий взвод. На опорному пункті на той момент залишалися Владислав Стоцький, Олександр Хомяк та Роман Омеляненко. Утрьох їм вдалося відбити атаку та знищити весь штурмовий загін ворога. У ході бою Олександр Хом'як загинув. Але, падаючи, він встиг прикрити вхід у «нору», де вели бій побратими, прийнявши на себе близько десяти гранат, якими вороги закидали позицію, і тим врятувавши їм життя. 
За період оборони на цій позиції українські військовослужбовці ліквідували десятки противників та 6 одиниць бронетехніки. 
Після бою 16 вересня було ухвалено рішення вивести бійців з позиції, семеро військовослужбовців змогли вирватися з оточення. За виявлені мужність і героїзм Владиславу Стоцькому, Роману Омеляненку та Олександру Хомяку присвоєно звання Герой України.
На жаль, тіло Олександра залишилося на полі бою, оскільки українським бійцям довелося пішки відходити на велику відстань.

## Нагороди
- Звання Герой України з удостоєнням ордена «Золота Зірка» (26 лютого 2025, посмертно) — за особисту мужність і героїзм, виявлені у захисті державного суверенітету та територіальної цілісності України, самовіддане служіння Українському народові[4].
- Медаль «За військову службу Україні» (30 вересня 2024) — за особисту мужність, виявлену в захисті державного суверенітету та територіальної цілісності України, самовіддане служіння Українському народові[5] .